# Kexi
Kexi – środowisko do tworzenia aplikacji opartych na relacyjnych bazach danych, konkurent programów Microsoft Access, Oracle Forms i FileMaker.
Program jest rozwijany w ramach projektu KDE, nie wymaga jednak do działania obecności środowiska KDE Plasma. Działa natywnie pod kontrolą systemów operacyjnych Linux, Unix i MS Windows. Poprzednie wersje (1.x) działają także natywnie na OS X (z X11) w ramach projektu Fink.

## Funkcjonalność
W bieżącej wersji Kexi oferuje następujące funkcje:
- projektowanie formularzy, raportów, tabel i zapytań (te ostatnie także w widoku SQL)
- obsługa typów danych: liczbowych, tekstowych, data, czas, obiektowych (grafika, zdjęcia)
- kolumny odnośnika, widoczne w tabelach i formularzach jako listy rozwijane
- wykonywanie zapytań do baz danych, w tym parametrycznych
- wprowadzanie i sortowanie danych
- importowanie i eksportowanie danych w formacie CSV (za pomocą pliku oraz za pośrednictwem schowka)
- obsługa grafiki (przechowywanie jej w bazie danych jako typ obiektowy)
- automatyczne dostosowywanie sposobu wyświetlania danych w formularzach i tabelach do typu danych
- defragmentowanie plików baz danych (SQLite)

W planach jest obsługa skryptów w języku programowania JavaScript. Planowana jest też obsługa makr (w stylu MS Access) oraz interfejsu ODBC.

## Obsługiwane bazy danych
- SQLite (baza plikowa, wersja 3) – domyślny, wbudowany format przechowywania baz danych w pojedynczym pliku
- MySQL
- PostgreSQL

Aplikacja zawiera też narzędzia do migracji z istniejących baz danych (MySQL, PostgreSQL, pliki Microsoft Access, pliki dBASE) oraz eksportu bazy utworzonej w Kexi (np. w pliku) do serwerów MySQL lub PostgreSQL. Poprzednie wersje Kexi (1.x) obsługiwały też bazy Microsoft SQL Server, Sybase oraz Oracle.